# Disputa sobre o nome da Macedônia
Entre 1991 e 2019 ocorreu uma disputa sobre o nome da Macedônia, entre a Grécia e aquela que é agora conhecida como Macedônia do Norte. Até que uma solução fosse encontrada, a referência provisória "Antiga República Iugoslava da Macedônia" era usada por várias organizações internacionais e Estados, que podia ser referida antes do acordo como FYROM, um acrônimo da língua inglesa para Former Yugoslav Republic of Macedonia, que significa Antiga República Iugoslava da Macedônia (no Brasil) ou Antiga República Jugoslava da Macedónia (em Portugal). 
Esta denominação é fruto da pressão exercida pela Grécia nos organismos internacionais, argumentando que o termo Macedônia/Macedónia refere-se a uma região em seu território e que ao usá-lo para nomear a antiga república iugoslava poderia suscitar reclamações territoriais consideradas inaceitáveis.
Desta forma, a Grécia só concordou com a admissão da Macedônia do Norte (nome constitucional) na Organização das Nações Unidas sob o nome provisório de "Antiga República Jugoslava da Macedónia" (em macedônio/macedónio:  Поранешна Југословенска Република Македонија – ПЈРМ) e assim a Macedónia tornou-se membro em 1993.
As disputas sobre o uso do topônimo Macedônia/Macedónia continuam acesas entre greco-macedônios e eslavo-macedônios, mantendo-se a obrigatoriedade de usar a sigla FYROM como nome oficial da Antiga República Iugoslava da Macedônia.
A maioria das organizações internacionais adoptou a mesma convenção de nome, inclusive a OTAN, o FMI e o COI. Porém, um número crescente de países têm abandonado a referência provisória da ONU, inclusive três dos cinco membros permanentes do conselho de segurança da ONU: Estados Unidos, Rússia e China. Noventa países já reconhecem o país como "República da Macedónia" ou simplesmente "Macedónia".
Em 12 de junho de 2018, o primeiro-ministro da Grécia anunciou um acordo com o primeiro-ministro da Macedônia. Em 17 de julho de 2018, ocorreu o Acordo de Prespa, assinado pelos dois primeiros-ministros. Para que a modificação do nome seja aceite, o acordo ainda deve ser ratificado pelo legislativos de seus respectivos países.

## Controvérsia e conflito

Bandeira usada pela Macedônia do norte, de 1992 a 1995

O território da atual Macedônia do norte foi anteriormente parte da Rumélia, província do Império Otomano até 1913. Em 1893, um movimento revolucionário pela libertação da Macedônia como uma entidade territorial separada começou, resultando no Levante Ilinden em 2 de agosto de 1903 (dia de Santo Elias). O fracasso do Levante Ilinden provocou uma mudança na estratégia da Organização Revolucionária Interna Macedônia, passando do revolucionário para o institucional. O movimento dividiu-se em dois ramos (um lutando pela Macedônia autônoma dentro do Império Otomano ou numa federação balcânica liderado por Jane Sandansky, e um segundo ramo apoiando a inclusão da Macedônia na Bulgária). Depois do Levante Ilinden, o movimento revolucionário cessou e abriu espaço para esquadrões sérvios, búlgaros e gregos no território da Macedônia. Estes esquadrões, frequentemente apoiados pela população local, com frequência atacavam o exército turco, colaborando para o colapso do Império Otomano. A situação de conflito de 1912 resultou na Primeira Guerra Balcânica, e a maior parte da Europa Otomana, inclusive o território da Macedônia, foi libertada dos otomanos.

Bandeira atual da Macedônia do norte

Em 1913, a Segunda Guerra Balcânica deixou como resultado a divisão da maior parte do território europeu do Império Otomano em quatro partes, entre Grécia, Sérvia, Bulgária e Albânia. A atual Macedônia do norte foi então incluída na Sérvia. Em 1914, começou a Primeira Guerra Mundial e a Bulgária ocupou a Macedônia oriental e Vardar Macedônia, auxiliada pela Áustria-Hungria, derrotando os sérvios e criando um front em torno da parte grega da Macedônia. Portanto, a atual Macedônia do norte era parte da Bulgária entre 1915-1918.  Depois que a Bulgária assinou a capitulação, as fronteiras retornaram, com pequenos ajustes, à situação de 1913, e a atual Macedônia do norte tornou-se parte do Reino dos Sérvios, Croatas e Eslovenos. Este período viu o primeiro reconhecimento da nação macedônia, pela Liga dos Comunistas da Iugoslávia, no terceiro congresso em Viena em 1926 e em 1936 Josip Broz Tito assumiu a liderança da Liga dos Comunistas da Iugoslávia. O Reino dos Sérvios, Croatas e Eslovenos mudou seu nome em 1929 para Reino da Iugoslávia e a atual Macedônia do norte foi incluída junto com a Sérvia do sul na província chamada Vardar Banovina.
O Reino da Iugoslávia deixou de existir em 1941 como consequência da Segunda Guerra Mundial. A Bulgária, como parte do Eixo, avançou dentro do território da atual Macedônia do norte e na província grega da Macedônia. O território da atual Macedônia do norte foi então incluído na Albânia búlgara e italiana.

Bandeira da Região grega da Macedônia com o Sol de Vergina

O Movimento de Libertação Nacional da Macedônia começou oficialmente em 1941 no território da atual Macedônia do Norte. Em 2 de agosto de 1941 (dia de Santo Elias), homenageando os rebeldes do Levante Ilinden, a assembleia do povo constituiu o Estado macedônio como um estado federal dentro da estrutura da futura federação iugoslava. Em 1946, a República Socialista da Macedônia foi estabelecida como parte federal da recém-proclamada República Socialista Federativa da Iugoslávia, sob a liderança de Josip Broz Tito.
A questão do nome da república imediatamente gerou controvérsia com a Grécia, com preocupações sobre uma possível reivindicação territorial sobre a região costeira grega da Macedônia. O governo americano de Roosevelt expressou a mesma preocupação por Edward Stettinius em 1944. A imprensa grega e o governo grego  de Andreas Papandreou continuaram  a expressar a preocupação acima  confrontando a visão da Iugoslávia durante os anos 1980 e as revoluções de 1989.
Em 1995, com a mediação da ONU, Grécia e Macedônia celebraram um acordo no qual, até que a questão do nome da república fosse definitivamente resolvida, a Grécia não poderia impedir a Macedônia de aderir a organismos internacionais, sendo que a mesma deveria usar o acrônimo FYROM.
Entretanto, em 2008, a Grécia impediu a OTAN de convidar a Macedônia a aderir-lhe. Com este fato, a Macedônia interpelou a Corte Internacional de Justiça que, em 05 de dezembro de 2011, decidiu que a conduta grega não poderia se repetir.
Instada a se manifestar, a OTAN disse que não irá convidar a Macedônia a ingressar em seus quadros até que a questão do nome esteja definitivamente resolvida.

## Posição grega
O nome constitucional do país Macedônia do norte e o nome abreviado Macedônia quando referido ao país, pode ser considerado ofensivo pela maioria dos gregos, especialmente pelos habitantes da região grega da Macedônia. O governo grego oficialmente usa os termos eslavo-macedônios tanto para descrever a língua quanto os membros do grupo étnico, e a referência provisória da Organização das Nações Unidas para o país (the former Yugoslav Republic of Macedonia, que significa antiga República Iugoslava da Macedônia) pelas principais organizações internacionais, inclusive a ONU. As razões oficiais para isso, como descrito pelo ministro grego das relações internacionais, são:
| “ | A questão do nome FYROM não é simplesmente uma disputa sobre fatos históricos e símbolos. É um problema com dimensões regionais e internacionais, considerando que FYROM está exercendo uma política de irredentismo e reclamações territoriais alimentada pela falsificação da história e pela usurpação da herança histórica e nacional da Grécia. Na sua atual forma, a questão do nome FYROM surgiu em 1991, quando FYROM declarou sua independência sob o nome de Macedônia do norte. Historicamente, o nome Macedônia refere-se ao estado e civilização dos antigos macedônios, os quais sem dúvida são parte da herança nacional e histórica da Grécia e não têm relação de qualquer tipo com os residentes da FYROM, que são eslavos por descendência e chegaram à região do antigo Reino da Macedônia num estágio muito posterior. Geograficamente, o termo Macedônia refere-se a uma região maior que inclui porções dos territórios de vários estados balcânicos (principalmente Grécia, FYROM e Bulgária). Porém, a maior parte da Macedônia geográfica coincide com a área da antiga Macedônia Grega, a qual fica dentro das fronteiras da Grécia moderna. Cerca de 2,5 milhões de cidadãos gregos atualmente vivem na parte grega da Macedônia, cujos habitantes são chamados e considerem a si mesmos "macedônios" desde tempos imemoriais. A questão do nome originou-se no pós-Segunda Guerra Mundial, quando Josip Broz Tito separou a área então conhecida como Vardar Banovina (agora FYROM) da Sérvia, garantindo-lhe o status de república dentro da nova Iugoslávia federal, com o nome de República Socialista da Macedônia, concorrentemente promovendo a doutrina de uma nação macedônia separada. Obviamente, a razão mais importante da opção de promover a doutrina do macedonismo com claro desacordo com a realidade geográfica da maior região da Macedonia era seu desejo de ganhar acesso ao mar Egeu cultivando a reunificação de todos os territórios macedônios… O lado grego clama por: 1. A adoção de uma nome composto definitivo com a qualificação geográfica do termo Macedônia, para todos os propósitos (erga omnes) e para todos os usos, de forma a evitar confusão com a Macedônia grega e por um fim ao irredentismo e aspirações territoriais da FYROM, 2. que FYROM genuinamente renuncie à usurpação da herança histórica e nacional do povo grego. 3. Apoio de uma solução definitiva pelo Conselho de Segurança da ONU, para assegurar respeito à sua implementação. | ” |

O primeiro-ministro e líder do partido grego Movimento Socialista Pan-helénico (PASOK), George Papandreou declarou em janeiro de 2002, quando ele era ministro das relações exteriores, estava próximo a um acordo com a liderança de Skopje sobre o uso de  'Горна Македонија' ('Gorna Makedonija' - "Macedônia Superior" em eslavo-macedônio). Os outros partidos e os ex-presidentes da república, disse ele, foram informados, mas o processo de solução não funcionou devido ao conflito macedônico de 2001.
As preocupações gregas podem ser analisadas como segue:

### Preocupações históricas

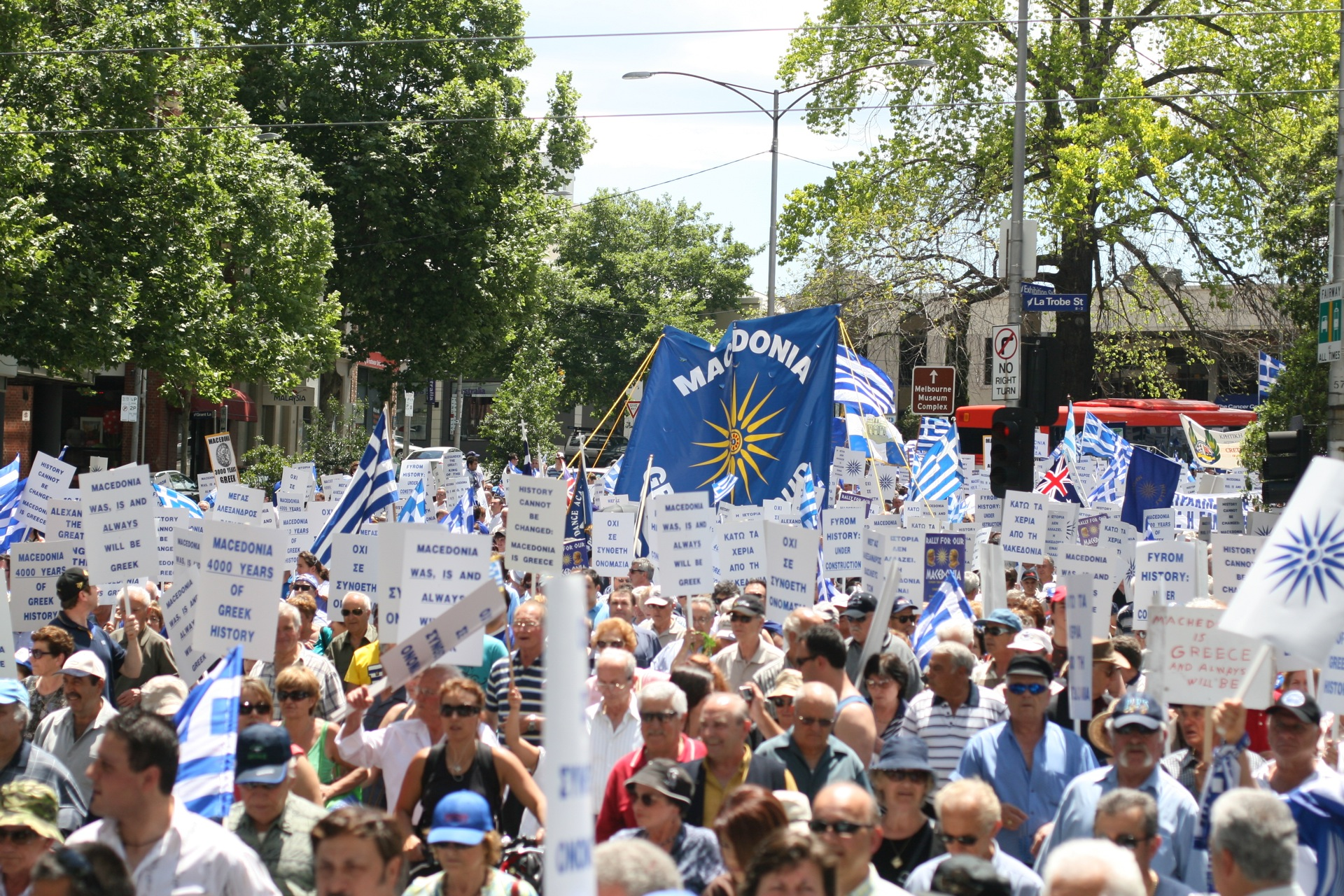
Greco-macedônios protestam em Melbourne em abril de 2007, carregando símbolos descritivos das preocupações históricas sobre a disputa do nome e outros com o Sol de Vergina.

Os gregos argumentam que o nome Macedônia é historicamente inseparável da cultura grega, desde o antigo Reino da Macedônia e dos antigos macedônios. Eles portanto consideram que somente os gregos têm o direito histórico de usar o nome atualmente, uma vez que os modernos eslavos do sul chegaram à região mil anos após aquele reino, não tendo nenhuma relação com os antigos Macedônios ou com a cultura grega.
Esforços por eslavo-macedônios para construir uma narrativa de continuidade étnica ligando-os aos antigos Macedônios de várias maneiras e as ações simbólicas de tais reivindicações, tal como o uso público do Sol de Vergina como bandeira da Macedônia do norte, ou a renomeação do aeroporto de Skopie como "Aeroporto Alexandre o Grande" enfrentam grande crítica do lado grego, muito da mídia internacional que trata da assunto, e mesmo de visões políticas moderadas na própria Macedônia do norte. De acordo com notícias em jornais, há planos para uma estátua de oito andares de altura de Alexandre o Grande a cavalo a ser construída no centro da cidade de Skopie. A Grécia tem caracterizado o esforço, como o ministério do exterior comentando sobre o tamanho da estátua como inversamente proporcional à seriedade e à verdade histórica. O projeto recebeu críticas pela União Europeia, chamando-o "não colaborativo" bem como de arquitetos e acadêmicos eslavo-macedônios e políticos comentando sobre o resultado anti-estético e semântico de tal ação.
Alguns gregos enfatizam a tardia emergência da nação macedônia, frequentemente apontando a 1944 como a data de sua artificial criação sob Josip Broz Tito, descontando raízes anteriores nos séculos XIX e início do século XX. A visão grega também reforça que o nome Macedônia é um termo geográfica e historicamente usado para referir-se à parte sul e grega da região, e não ou apenas marginalmente ao território da atual república. Eles também notam que o território não foi chamado de Macedônia como entidade política até 1944.
Um número de historiadores internacionais e clássicos junto com muitos gregos tem feito campanha pelas preocupações internacionais com respeito à disputa do nome refletida na política americana.

### Preocupações territoriais

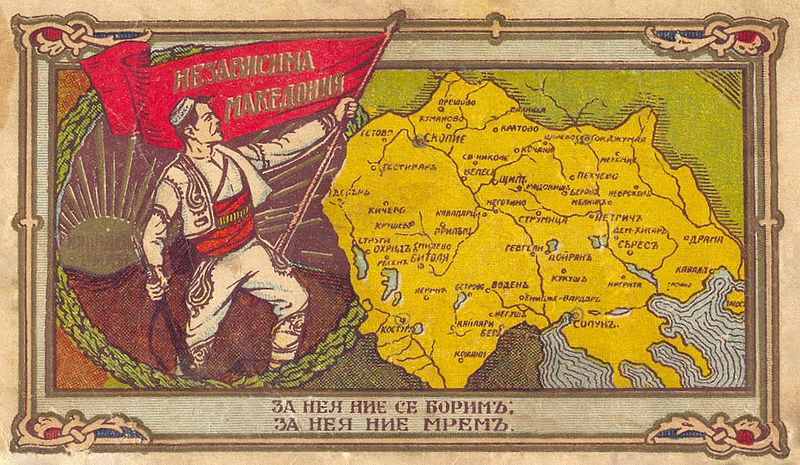
A região da Macedônia como percebida por irredentistas. Alguns nacionalistas étnicos macedônios, inclusive a nível oficial, têm expressado reivindicações territoriais, além da Vardar Macedônia (hoje Macedônia do norte), ao que eles referem como "Macedônia Egeia" (Macedônia grega), Macedônia Pirin Bulgária, Gora e Prohor Pchinski (Sérvia), Mala Prespa e Golo Brdo (Albânia), apesar de gregos, búlgaros, sérvios e albaneses formarem a maioria da população de cada região, respetivamente.

Durante a Guerra Civil Grega, em 1947, o ministro grego de Imprensa e Informação publicou um livro, Ἡ ἐναντίον τῆς Ἑλλάδος ἐπιβουλή (He enantíou tes Helládos epiboulé = "Projetos para a Grécia"), de documentos e discursos sobre a questão macedônia, muitos deles traduções de oficiais iugoslavos.
O livro relata Josip Broz Tito usando o termo "Macedônia Egeia" (para se referir à província grega da Macedônia) em 11 de outubro de 1945, no início da Guerra Civil Grega; o documento original arquivado em "GFM A/24581/G2/1945". Para Atenas em 1947, o "novo termo, Macedônia Egeia"  (também "Macedônia Pirin") foi introduzido pelos iugoslavos. Contextualmente, esta observação indica que isso era parte da ofensiva iugoslava contra a Grécia, com reivindicação territorial sobre a província grega da Macedônia, mas Atenas pareceu não dar importância ao próprio termo.
O representante de Tito na Macedônia, general Tempo (Svetozar Vukmanovic), recebeu crédito por promover o uso dos novos nomes regionais da Macedônia para propósitos irredentistas. Preocupações sobre implicações territoriais do uso do termo foram expressadas em 1944 por diplomatas americanos .
A Grécia suspeita que a Macedônia do norte tenha reivindicações territoriais sobre a província grega da Macedônia. Esta tem sido uma preocupação da Grécia por décadas. Desde 1957, o governo grego expressou preocupação sobre alegadas ambições iugoslavas de criar uma independente "República Popular da Macedônia" com capital na cidade grega de Tessalônica.
Loring Danforth descreve o objetivo de uma "livre e independente Macedônia", incluindo territórios gregos e búlgaros "liberados"  por uma parte de nacionalistas macedônios radicais, enquanto macedônios étnicos mais moderados reconhecem a inviolabilidade das fronteiras, mas consideram a presença de macedônios étnicos nos países vizinhos como questão de proteção de minorias.
Analistas gregos e políticos têm expressado preocupações de que observadores ocidentais tenham a tendência de olhar superficialmente ou não entender a severidade da ameaça territorial e tendam a entendem o conflito como uma disputa trivial sobre um nome.

## Posição eslavo-macedônia

### Auto-determinação e auto-identificação
Skopje rejeita muitas das objeções de Atenas devido ao que lhe parecem erros nas reivindicações gregas.
De acordo com o governo em Skopje, a preservação do nome constitucional para uso doméstico e internacional é de suprema importância. O país assegura que isso não repousa exclusivamente na reivindicação do termo Macedônia seja no sentido histórico como geográfico, várias demonstrações e protestos na Macedônia do Norte e na diáspora dos eslavo-macedônios. Os eslavo-macedônios sentem que seu direito de autodeterminação é violado pelo que eles consideram a rejeição do nome pelos gregos e seu país. A Academia de Artes da Macedônia sugere:
| “ | E os atuais eslavos vivem lá (Macedônia) há 1400 anos. É muito natural que os eslavos balcanizados que têm vivido continuamente na Macedónia sejam chamados de macedônios e sua língua de "macedônica. | ” |

### Perspectiva histórica
De uma perspectiva histórica, acadêmicos da Macedônia do norte culpam a Grécia por reivindicar propriedade sobre um reino antigo (o Reino da Macedônia) o qual, em sua visão, não era grego, clamando que estudos históricos propõem que há um considerável grau de distância política e cultural entre gregos antigos e macedônios. Esta visão contrasta drasticamente com aquela dos autores gregos, que apontam para dados históricos vistos como evidência dos antigos macedônicos identificados como gregos e falando grego. Oficialmente, os eslavo-macedônios clamam continuidade com a Macedônia antiga, baseado em que a população da Macedônia teria se miscigenado com os eslavos invasores depois de sua chegada nos séculos VI e VII, mas retendo o nome Macedônia e elementos de sua cultura e tradições.
O nome Macedônia continuou em uso como termo geográfico e político através das eras antiga, romana, medieval e moderna. Ainda mais, o uso antigo do Sol de Vergina como símbolo que precede a divisão étnica do presente.
O argumento da legitimidade também estende à visão que muito do sul (isto é, Macedônia Grega) só teria sido totalmente helenizada por meios políticos nos tempos modernos. Eslavo-macedônios podem argumentar que eles têm uma reivindicação mais legítima ao nome Macedônia que muitos macedôniso gregos, que são descendentes de imigrantes gregos estabelecidos na Macedônia vindos de regiões como Anatólia, Epiro e Trácia durante o início do século XX.

## Acordo e mudança para Macedônia do Norte
Em 12 de junho de 2018 o primeiro-ministro da Macedônia do norte, Zoran Zaev, e o primeiro-ministro da Grécia, Aléxis Tsípras, em um acordo em Prespa, decidem alterar o nome da Macedônia para Macedônia do Norte, entretanto, tal acordo ainda não foi ratificado e há forte oposição ao mesmo dentro dos dois países.